# Никола Балша Херцеговић Косача
Никола Балша Херцеговић Косача (р. око 1508 – у. око 1562) је био титуларни херцег од светог Саве (лат. Dux Sancti Sabbae) из српске великашке породице Косача, а такође и угарски племић. Био је син титуларног херцега Матије Херцеговића Косаче (у. око 1520) и Јелене-Ирине из српске великашке породице Јакшића. Никола Балша је од рано преминулог оца наследио право на почасни херцешки наслов, као и део прихода које је Дубровачка република исплаћивала припадницима породице Косача на име Конавоског дохотка. Од оца је такође наследио и породичне поседе у Краљевини Угарској, који су се налазили око Калника и Глоговнице, на подручју Бановине Славоније. Када је у Угарској, након Мохачке битке (1526) дошло до спора око наслеђа краљевске власти и сукоба између Фердинанда Хабзбуршког и Јована Запоље, Никола Балша се определио за Запољину страну. То је довело до губитка славонских поседа око 1533. године, након чега се Никола Балша преселио у Запољин (источни) део Угарске, добивши поседе у Чанадској жупанији. Након смрти Јована Запоље (у. 1540), остао је у служби његових наследника, добивши поседе у Трансилванији. Његов посланик, православни калуђер Гаврило, долазио је 1545. и 1549. године у Дубровник, ради преузимања Конавоског дохотка. Никола Балша је имао неколико синова и кћери (Ђорђе, Павле, Стефан, Катарина, Марија), којима је Дубровачка република наставила да исплаћује Конавоски доходак све до почетка 17. века.
У најстаријем штампаном родослову породице Косача, који је објављен 1621. године у делу "Genealogia diversarum principum familiarum mundi incipiendo ab Adamo", назначени су и основни подаци о угарском огранку породице, укључујући и помен Николе Балше, а исти родослов је касније преузео и објавио француски историчар Шарл Дифрен (у. 1688).